# Copa Davis de 2012 - Zona da Ásia e da Oceania
A Zona da Ásia/Oceania é uma das 3 zonas regionais da Copa Davis.

## Equipes
| Grupo I - Austrália - China - Taipé Chinês - Índia - Nova Zelândia - Coreia do Sul - Uzbequistão | Grupo II - Hong Kong - Líbano - Indonésia - Oceania-Pacífico - Paquistão - Filipinas - Sri Lanka - Tailândia | Grupo III - Bangladesh - Irã - Kuwait - Quirguistão - Malásia - Omã - Síria - Vietnã | Grupo IV - Bahrein - Camboja - Iraque - Jordânia - Mianmar - Qatar - Singapura - Turcomenistão - Emirados Árabes Unidos |

## Disputa Grupo I
|                                                       | 2ª Rodada Play-offs 14-16 de setembro / 19–21 de outubro | 2ª Rodada Play-offs 14-16 de setembro / 19–21 de outubro | 2ª Rodada Play-offs 14-16 de setembro / 19–21 de outubro |                                                       |  | 1ª Rodada Play-offs 6-8 de abril / 14–16 de setembro | 1ª Rodada Play-offs 6-8 de abril / 14–16 de setembro | 1ª Rodada Play-offs 6-8 de abril / 14–16 de setembro |        |               | 1ª Rodada 10 - 12 de fevereiro | 1ª Rodada 10 - 12 de fevereiro | 1ª Rodada 10 - 12 de fevereiro |               |                                                                    | 2ª Rodada 6 – 8 de abril                                           | 2ª Rodada 6 – 8 de abril                                           | 2ª Rodada 6 – 8 de abril                                           |                                                                    |             |
|                                                       |                                                          |                                                          |                                                          |                                                       |  |                                                      |                                                      |                                                      |        |               |                                |                                |                                |               |                                                                    |                                                                    |                                                                    |                                                                    |                                                                    |             |
|                                                       |                                                          |                                                          |                                                          |                                                       |  |                                                      |                                                      |                                                      |        |               |                                |                                |                                |               |                                                                    |                                                                    |                                                                    |                                                                    |                                                                    |             |
|                                                       |                                                          |                                                          |                                                          |                                                       |  |                                                      |                                                      |                                                      |        |               | 1                              | Índia                          |                                |               |                                                                    |                                                                    |                                                                    |                                                                    |                                                                    |             |
|                                                       |                                                          |                                                          |                                                          |                                                       |  | Índia                                                | Índia                                                | Índia                                                | Índia  |               |                                | Bye                            |                                |               |                                                                    | Usbequistão                                                        | Usbequistão                                                        | Usbequistão                                                        | Usbequistão                                                        | Usbequistão |
|                                                       |                                                          |                                                          |                                                          |                                                       |  | 1                                                    | Índia                                                | 5                                                    |        |               |                                |                                |                                |               | 1                                                                  | Índia                                                              | 2                                                                  |                                                                    |                                                                    |             |
|                                                       |                                                          |                                                          |                                                          |                                                       |  |                                                      | Nova Zelândia                                        | 0                                                    |        | Nova Zelândia | Nova Zelândia                  | Nova Zelândia                  | Nova Zelândia                  |               |                                                                    | Uzbequistão                                                        | 3                                                                  |                                                                    |                                                                    |             |
|                                                       |                                                          |                                                          |                                                          |                                                       |  |                                                      |                                                      |                                                      |        |               | Nova Zelândia                  | 2                              |                                |               |                                                                    |                                                                    |                                                                    |                                                                    |                                                                    |             |
|                                                       |                                                          |                                                          |                                                          |                                                       |  |                                                      |                                                      |                                                      |        |               | Uzbequistão                    | 3                              |                                |               |                                                                    |                                                                    |                                                                    |                                                                    |                                                                    |             |
|                                                       |                                                          | Nova Zelândia                                            | 2                                                        |                                                       |  |                                                      |                                                      |                                                      |        |               |                                |                                |                                |               |                                                                    |                                                                    |                                                                    |                                                                    |                                                                    |             |
|                                                       |                                                          | Taipé Chinês                                             | 3                                                        |                                                       |  |                                                      |                                                      |                                                      |        | Coreia do Sul | Coreia do Sul                  | Coreia do Sul                  | Coreia do Sul                  | Coreia do Sul |                                                                    |                                                                    |                                                                    |                                                                    |                                                                    |             |
|                                                       |                                                          |                                                          |                                                          |                                                       |  |                                                      |                                                      |                                                      |        |               |                                | Coreia do Sul                  | 4                              |               |                                                                    |                                                                    |                                                                    |                                                                    |                                                                    |             |
|                                                       |                                                          |                                                          |                                                          |                                                       |  | Taiwan                                               | Taiwan                                               | Taiwan                                               | Taiwan |               |                                | Taipé Chinês                   | 1                              |               |                                                                    | Austrália                                                          | Austrália                                                          | Austrália                                                          | Austrália                                                          | Austrália   |
|                                                       |                                                          |                                                          |                                                          |                                                       |  | Taipé Chinês                                         | 2                                                    |                                                      |        |               |                                |                                |                                |               | Coreia do Sul                                                      | 0                                                                  |                                                                    |                                                                    |                                                                    |             |
|                                                       |                                                          |                                                          |                                                          |                                                       |  |                                                      | China                                                | 3                                                    |        | Austrália     | Austrália                      | Austrália                      | Austrália                      |               | 2                                                                  | Austrália                                                          | 5                                                                  |                                                                    |                                                                    |             |
|                                                       |                                                          |                                                          |                                                          |                                                       |  |                                                      |                                                      |                                                      |        |               | China                          | 0                              |                                |               |                                                                    |                                                                    |                                                                    |                                                                    |                                                                    |             |
|                                                       |                                                          |                                                          |                                                          |                                                       |  |                                                      |                                                      |                                                      |        |               | 2                              | Austrália                      | 5                              |               |                                                                    |                                                                    |                                                                    |                                                                    |                                                                    |             |
| Nova Zelândia está rebaixado para o Grupo II em 2013. | Nova Zelândia está rebaixado para o Grupo II em 2013.    | Nova Zelândia está rebaixado para o Grupo II em 2013.    | Nova Zelândia está rebaixado para o Grupo II em 2013.    | Nova Zelândia está rebaixado para o Grupo II em 2013. |  |                                                      |                                                      |                                                      |        |               |                                |                                |                                |               | Uzbequistão e Austrália avançam para a Repescagem do Grupo Mundial | Uzbequistão e Austrália avançam para a Repescagem do Grupo Mundial | Uzbequistão e Austrália avançam para a Repescagem do Grupo Mundial | Uzbequistão e Austrália avançam para a Repescagem do Grupo Mundial | Uzbequistão e Austrália avançam para a Repescagem do Grupo Mundial |             |

## Disputas Grupo II
|                                                              | Play-offs 6 – 8 de abril                                     | Play-offs 6 – 8 de abril                                     | Play-offs 6 – 8 de abril                                     |                                                              |           | 1ª Rodada 10 – 12 de fevereiro | 1ª Rodada 10 – 12 de fevereiro | 1ª Rodada 10 – 12 de fevereiro |           |           | 2ª Rodada 6 – 8 de abril | 2ª Rodada 6 – 8 de abril | 2ª Rodada 6 – 8 de abril |           |                                        | 3ª Rodada 14 – 16 de setembro          | 3ª Rodada 14 – 16 de setembro          | 3ª Rodada 14 – 16 de setembro          |                                        |           |
|                                                              |                                                              |                                                              |                                                              |                                                              |           |                                |                                |                                |           |           |                          |                          |                          |           |                                        |                                        |                                        |                                        |                                        |           |
|                                                              |                                                              |                                                              |                                                              |                                                              |           | Filipinas                      |                                |                                |           |           |                          |                          |                          |           |                                        |                                        |                                        |                                        |                                        |           |
|                                                              |                                                              |                                                              |                                                              |                                                              |           | 1                              | Filipinas                      | 5                              |           |           |                          |                          |                          |           |                                        |                                        |                                        |                                        |                                        |           |
|                                                              | Líbano                                                       | Líbano                                                       | Líbano                                                       | Líbano                                                       |           |                                | Oceania-Pacífico               | 0                              |           |           | Filipinas                | Filipinas                | Filipinas                | Filipinas | Filipinas                              |                                        |                                        |                                        |                                        |           |
|                                                              |                                                              | Oceania-Pacífico                                             | 1                                                            |                                                              |           |                                |                                |                                |           | 1         | Filipinas                | 5                        |                          |           |                                        |                                        |                                        |                                        |                                        |           |
|                                                              |                                                              | Líbano                                                       | 4                                                            |                                                              | Paquistão | Paquistão                      | Paquistão                      | Paquistão                      |           | 4         | Paquistão                | 0                        |                          |           |                                        |                                        |                                        |                                        |                                        |           |
|                                                              |                                                              |                                                              |                                                              |                                                              | 4         | Paquistão                      | 3                              |                                |           |           |                          |                          |                          |           |                                        |                                        |                                        |                                        |                                        |           |
|                                                              |                                                              |                                                              |                                                              |                                                              |           |                                | Líbano                         | 2                              |           |           |                          |                          |                          |           |                                        | Indonésia                              | Indonésia                              | Indonésia                              | Indonésia                              | Indonésia |
|                                                              |                                                              |                                                              |                                                              |                                                              |           |                                |                                |                                |           |           |                          |                          |                          |           |                                        | 1                                      | Filipinas                              | 2                                      |                                        |           |
|                                                              |                                                              |                                                              |                                                              |                                                              |           | Hong Kong                      | Hong Kong                      | Hong Kong                      | Hong Kong | Hong Kong |                          |                          |                          |           |                                        | 3                                      | Indonésia                              | 3                                      |                                        |           |
|                                                              |                                                              |                                                              |                                                              |                                                              |           |                                | Hong Kong                      | 2                              |           |           |                          |                          |                          |           |                                        |                                        |                                        |                                        |                                        |           |
|                                                              | Hong Kong                                                    | Hong Kong                                                    | Hong Kong                                                    | Hong Kong                                                    |           | 3                              | Indonésia                      | 3                              |           |           | Indonésia                | Indonésia                | Indonésia                | Indonésia | Indonésia                              |                                        |                                        |                                        |                                        |           |
|                                                              |                                                              | Hong Kong                                                    | 2                                                            |                                                              |           |                                |                                |                                |           | 3         | Indonésia                | 3                        |                          |           |                                        |                                        |                                        |                                        |                                        |           |
|                                                              |                                                              | Sri Lanka                                                    | 3                                                            |                                                              | Sri Lanka | Sri Lanka                      | Sri Lanka                      | Sri Lanka                      |           | 2         | Tailândia                | 2                        |                          |           |                                        |                                        |                                        |                                        |                                        |           |
|                                                              |                                                              |                                                              |                                                              |                                                              |           | Sri Lanka                      | 2                              |                                |           |           |                          |                          |                          |           |                                        |                                        |                                        |                                        |                                        |           |
|                                                              |                                                              |                                                              |                                                              |                                                              |           | 2                              | Tailândia                      | 3                              |           |           |                          |                          |                          |           |                                        |                                        |                                        |                                        |                                        |           |
| Oceania-Pacífico e Hong Kong disputarão o Grupo III em 2013. | Oceania-Pacífico e Hong Kong disputarão o Grupo III em 2013. | Oceania-Pacífico e Hong Kong disputarão o Grupo III em 2013. | Oceania-Pacífico e Hong Kong disputarão o Grupo III em 2013. | Oceania-Pacífico e Hong Kong disputarão o Grupo III em 2013. |           |                                |                                |                                |           |           |                          |                          |                          |           | Indonésia disputará o Grupo I em 2013. | Indonésia disputará o Grupo I em 2013. | Indonésia disputará o Grupo I em 2013. | Indonésia disputará o Grupo I em 2013. | Indonésia disputará o Grupo I em 2013. |           |

## Grupo III
Ocorrerá entre os dias 25 e 28 de abril, no Enghelab Sport Complex, em Teerã, Irã.

## Grupo IV
Ocorrerá entre os dias 16 e 21 de abril, no Khalifa International Tennis and Squash Complex, em Doha, Qatar.